# Промышленные парки Татарстана
Промышленные парки Татарстана — расположенные в Республике Татарстан специальные территории, которые объединяют производственные и иные предприятия за счёт общей инфраструктуры и взаимной производственной кооперации. Такие территории обеспечены всей необходимой инфраструктурой и энергоносителями, на них действует единая административно-правовая система.
Татарстан входит в число лидеров регионов по количеству созданных индустриальных парков в Российской Федерации. По состоянию на 2020-й год в республике насчитывается 100 промышленных парков, в которых представлены более 1,5 тысячи резидентов и образованы около 32 тысяч рабочих мест. Государственные инвестиции вложены в создание только 18 объектов из 100, остальные парки функционируют на частные вложения.

## Характеристика

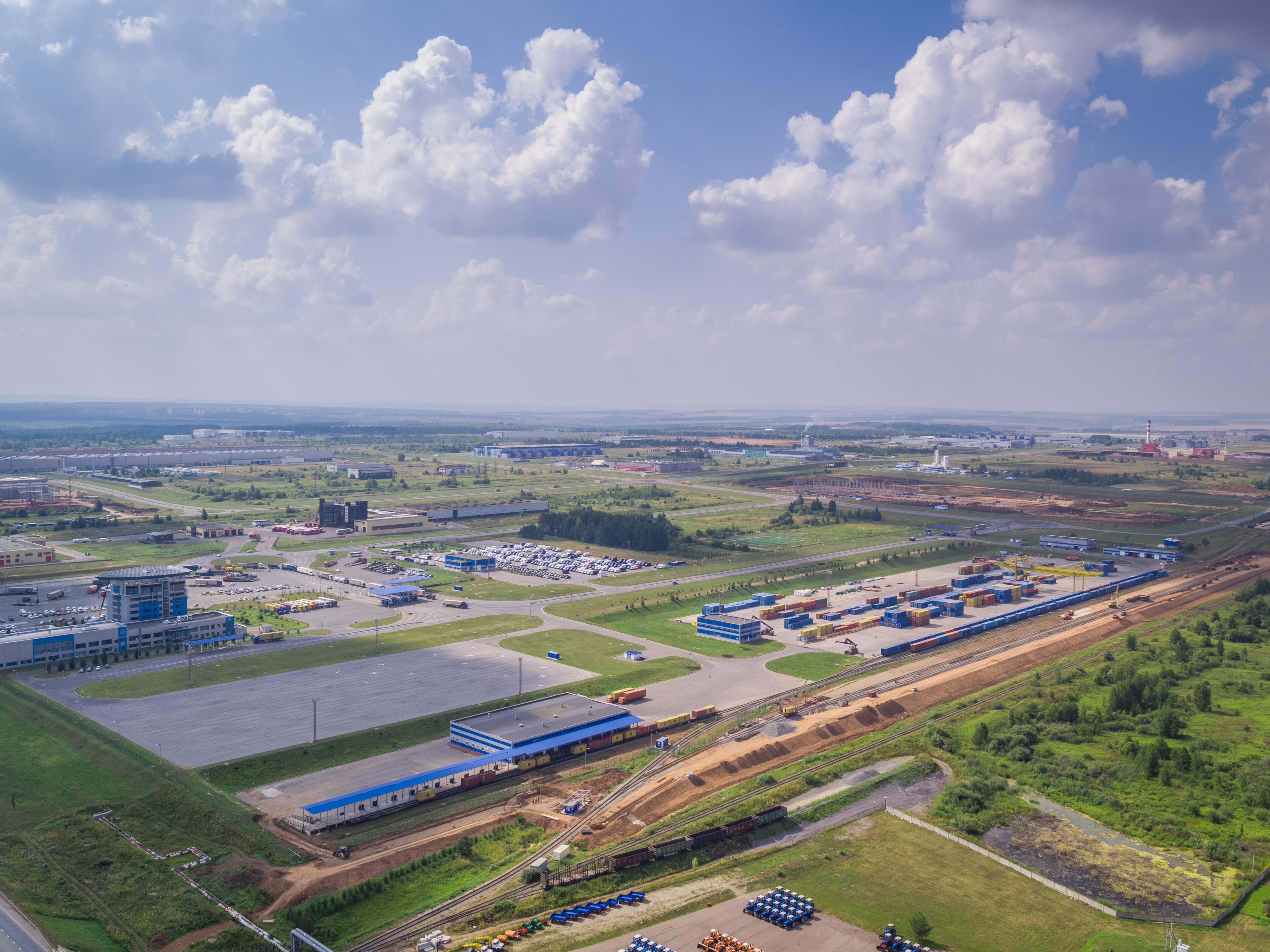
Общий вид на ОЭЗ «Алабуга», 2017 год

Под промышленным или индустриальным парком понимают специализированную территорию, которая организована для размещения новых производств. Такая территория обеспечена энергоносителями, а также необходимой для предприятий инфраструктурой. В то же время производства объединены административно-правовыми условиями, за соблюдениями порядка следит одна управляющая компания. В промышленном парке могут быть представлены одно или несколько независимых предприятий, которые совместно используют инфраструктуру парка.
Промышленные парки — один из элементов инновационной инфраструктуры, направленной на развитие регионов России. Создание подобных площадок позволяет ускорять внедрение инвестиционных проектов или начало коммерческой деятельности предприятий. Эксплуатационные расходы парков часто ниже рыночных, что оказывает положительный эффект на развития малых и средних предприятий (МСБ).
Успешность промышленных парков определяется географической близостью к рынкам сбыта и трудовым ресурсам, наличием финансовых партнёров, транспортной доступностью, обеспеченностью энергетическими ресурсами, а также наличием определённого упрощённого порядка прохождения резидентами административных процедур. К другим решающим факторам относят близость социальной инфраструктуры и возможности диверсификации производства.

## История проекта
Первые индустриальные парки в России начали появляться в 1990-х, однако активное развитие отрасли началось только во второй половине 2000-х, после принятия федерального закона об особых экономических зонах. Изначально индустриальные парки в России создавались с ориентиром на определённое производство. По этой причине большинство парков располагались на территории бывших заводов, которые либо были вынуждены сократить производство, либо обладали лишними неиспользуемыми площадями.
Татарстан входит в число лидеров регионов России по количеству созданных индустриальных парков наряду с Московской, Калужской и Ульяновской областями. Первые промышленные парки на территории Татарстана начали появляться начиная с 2004 года. Среди них были КИП «Мастер», технополис «Химград», Агропромпарк. По поручению президента Татарстана в 2014-м площадки должны были быть в каждом районе республики. На тот момент в республике существовало 20 промышленных парков с 230 резидентами и 4750 рабочими местами. За 6 лет — к 2020-му — количество промпарков увеличилось до 100, число их резидентов составило 1,5 тысячи, а количество созданных рабочих мест — 32 000. Государственные инвестиции вложены только в 18 объектов из 100, остальные парки функционируют на частные средства. Объекты отличаются только размером занимаемой территории. Так, промышленная площадка имеет территорию не менее 2 га, а промышленный парк — не менее 8 га.
Большинство промышленных парков Татарстана строятся по типу greenfield — незастроенный земельный участок с возможностью развития инфраструктуры по желанию инвестора. Существует и другой тип — brownfield, когда парк расположен на существующей промышленной территории, требующей редевелопмента, но уже оснащена всей необходимой инфраструктурой. Основными представленными в парках сферами производства стали машиностроение, металлообработка, производство автокомпонентов, малотоннажная химия, химическая промышленность, переработка полимеров, производство композитов, нанотехнологи, медицинские технологии.

## Экономическая эффективность
Татарстан является регионом-лидером по числу успешных кластеров промышленных парков. На первый квартал 2020 года объём отгруженной продукции составил 46,7 млрд по сравнению с 32,1 млрд отгруженными за первый квартал 2019-го. Таким образом, темп роста составил 145,5 %. Количество резидентов увеличилось с 1377 до 1497 соответственно (темп роста — 108,7 %), а объём налоговых отчислений с 3,5 млрд до 5,8 млрд (темп роста — 164 %). В 2017 году в индустриальных парках республики работали 354 резидента, было создано 6,7 тысяч рабочих мест. Только за 2020 год было создано 17 новых промышленных объектов, что привело к образованию дополнительных 354 рабочих места.
Одними из главных критериев оценки эффективности парков считаются количество резидентов, а также созданные новые рабочие места. В 2018 году по этим критериям лидировали технополис «Химград» (химическая специализация), в котором было 295 резидентов и 8404 рабочих мест, КИП «Мастер» (машиностроительная специализация) — 300 резидентов и 10 024 рабочих мест, ОЭЗ ППТ «Алабуга» (универсальный) с 48 резидентами и 5346 рабочими местами. Согласно ежегодному рейтингу инвестпривлекательности технопарков России, который создаёт журнал «Эксперт», эти три территории стабильно находятся в топе.
Опыт Татарстана по созданию промышленных площадок лёг в основу направления «Мой бизнес-парк» национального проекта «Малое и среднее предпринимательство: поддержка предпринимательской инициативы». Регион, который хочет поучаствовать в проекте и создать промышленный парк, может претендовать на федеральную субсидию в размере 250 млн рублей. В Татарстане управляющие компания и резиденты промышленных парков могут получать займы на строительство и модернизацию зданий и инженерной инфраструктуры, максимальная сумма кредиты — 30 млн рублей, предоставляемые под 5 % годовых под поручительство Гарантийного фонда Республики Татарстан.

## Критика
Несмотря на оснащённость, многие площадки остаются не загружены резидентами, поскольку инвесторы предпочитают размещаться на территориях опережающего социально-экономического развития или в особых экономических зонах, которые предоставляют более выгодные налоговые льготы и таможенные преференции. В настоящее время заполняемость площадок в среднем составляет около 60 %, в некоторых парках до сих пор нет ни одного резидента, поэтому на уровне президента республики поднимается вопрос эффективного управления объектами. Частные парки по эффективности превышают государственные, особенно, когда их курируют крупные предприятия, например — промышленный парк «М-7» под патронажем «Казаньоргсинтез». Осенью 2020 года 13 государственных парков перешли под управление Инвестиционно-венчурного фонда Татарстана. Другой проблемой привлечения новых резидентов является сложность передачи земли под инвестиционный проект, а также большой объём необходимой отчётности, который отпугивает потенциальные управляющие компании.
В 2018 году президент Татарстана Рустам Минниханов раскритиковал некоторых глав районов республики за низкую эффективность ряда муниципальных промышленных площадок, многие из которых были созданы при финансовом участии государства. Среди них — промышленный парк и промышленная площадка в Новошешминском районе, где количество инвестиций не превысило количество потраченных федеральных денег.

## Крупнейшие промышленные парки
| Название                                                             | Район                | Дата открытия | Количество резидентов на 2020 год | Описание |
| -------------------------------------------------------------------- | -------------------- | ------------- | --------------------------------- | --- |
| Промышленный парк «Развитие» Набережные Челны                        | Набережные Челны     | 2013 год      | 18                                | Парк является муниципальным проектом, общая площадь первой и второй очереди составляет 24,57 га. Объём инвестиций на создание инженерной инфраструктуры составил более 400 млн рублей. Строительство третьей очереди началось в мае 2020 года, планируется создать 22,7 га дополнительной территории, на которой смогут разместиться около 10-15 новых резидентов. Предварительный объём инвестиций в третью очередь оценивается в 800 млн рублей. |
| Промышленный парк «М-7»                                              | Зеленодольский район | 2012 год      | 47                                | «М-7» является первым частным индустриальным парком в Татарстане. Возведён в 2011 году на границе Казани и Зеленодольского района, в 300 метрах от федеральной трассы М7 «Волга», по которой получил своё название. Парк занимает 39,5 га. Площадка ориентирована на производителей полимерного сырья, однако там также представлены сферы машиностроения, металлообработки, производства строительных материалов. Индустриальный парк «М-7» был задуман и разработан компанией «Фонд прямых инвестиций» и имеет аккредитацию Министерства экономики Татарстана, что позволяет резидентам парка участвовать в программах государственной поддержки. |
| Промышленный парк «Тюлячи»                                           | Тюлячинский район    | 2013          | 8                                 | Площадь земельного участка первой очереди составляет 10 га, первоначальные инвестиции в инфраструктуру составили 340 млн, а объём инвестиций резидентов — 580 млн. По состоянию на 2020-й год в парке ведутся работы по созданию дополнительной площади на 15 га. Объём инвестиций во вторую очередь оценивается в 3 млрд рублей. |
| Промышленный парк «Зеленодольск»                                     | Зеленодольский район | 2019          | 6                                 | Общая стоимость проекта составила 1,3 млрд рублей, из которых 328,9 млн рублей было выделено из республиканского бюджета, а 971,1 млн рублей были выделены Фондом развития моногородов. В августе 2020 года Индустриальный парк «Зеленодольск» подписал соглашение с Инвестиционно-венчурным фондом Республики Татарстан по созданию долгосрочных партнерских отношений. В ближайшее время международный интернет-магазин Wildberries планирует построить на территории промпарка «Зеленодольск» технопарк, общей площадью 40 тысяч м². Инвестиции в проект оцениваются в 600 млн рублей, а общий объём инвестиций в 2020 году составит 9457,3 млн рублей. Всего в парке планируется создать 2206 рабочих мест. |
| Промышленный парк «Камские поляны»                                   | Нижнекамский район   | 2009          | 1                                 | Индустриальный парк ориентирован на сферу переработки полимеров и занимает территорию площадью 250 га. По состоянию на 2020 год, общая сумма инвестиций в проект составила 3 млрд рублей, из которых 498,3 млн рублей были выделены Инвестиционным фондом России, а 346,3 млн — из республиканского бюджета. Собственные и заемные средства инвестора составили около 2,3 млрд рублей. Базовым предприятием проекта был определён ПАО «Нижнекамскнефтехим». Инвестором, реализующим проект, выступает управляющая компания «Индустриальный парк „Камские Поляны“». |
| Камский индустриальный парк «Мастер»                                 | Набережные Челны     | 2004          | 302                               | В собственности и управлении КИП «Мастер» находится 211 Га земельных участков, а также 1490 тысяч м² офисных и производственных помещений. Уставной капитал составляет 7,5 млрд рублей. Годовая выручка резидентов за 2020 год составила 133,6 млрд рублей. На 2020-й год в индустриальном парке 302 предприятия, из них 31 компания с участием иностранного капитала: 9 немецких фирм, шесть китайских, пять турецких, четыре итальянские, две бельгийские, голландская, швейцарская, кипрская, белорусская и канадская. По состоянию на 2020-й ведется работа по созданию новой 7-й очереди индустриального парка, общая площадь которого составит 50 тысяч м², где планируют разместить не менее 20 новых производств. Общая стоимость проекта ориентировочно составит 815 млн рублей. Объём общих инвестиций в развитие КИП составил порядка 15 млрд рублей, из них 640 млн получены из федерального бюджета, 1,8 млрд из бюджета республики.                                           |
| Технопарк «Идея-Юго-Восток»                                          | Лениногорский район  | 2004          | 40                                | Общий размер размер парка составляет 11,8 га. Парк был создан в 2004 году как совместное предприятие технопарка «Татнефти» и казанского технопарка «Идея», чтобы развивать МСБ юго-востока республики. В 2015 году технопарк получил статус промышленного парка, имеет аккредитацию Минэкономики Татарстана, что позволяет резидентам участвовать в госпрограммах. 30 % инвестиций, вложенных в технопарк «Идея», являются частными. По состоянию на 2020-й на территории идёт реконструкция со строительством нового здания и увеличением площадей. |
| Промышленный парк «Нижнекамск»                                       | Нижнекамский район   | 2018          | 9                                 | Парк занимает площадь 20 га. Сметная стоимость проекта составляет 2,5 млрд рублей, из которых 1,2 млрд составляют собственные средства, 800 млн — заемные, а остальные деньги были привлечены благодаря государственной поддержке. Согласно оценке экспертов, общий объём инвестиций резидентов может составить 2,4 млрд рублей. В 2020 году было принято решение о строительстве второй очереди промышленного парка. Дополнительно планируется разместить 20 новых резидентов, а также создать более 1,5 тысячи новых рабочих мест. |
| Технополис «Химград»                                                 | Казань               | 2006          | 318                               | Общая площадь парка составляет 131 га, проектная площадь зданий и сооружений превышает 500 тысяч м². На базе «Химграда» действуют 318 компаний, в которых в общей сложности работают 9,3 тыс. человек. Площадка оказывает резидентам 40 дополнительных услуг по принципу одного окна, включая услуги связи, маркетинговые услуги, услуги кадрового делопроизводства и юридического сопровождения, метрологические и логистические услуги. Объём производства продукции резидентов за 2019 год составил 39,2 млрд рублей. По итогам девяти месяцев 2020-го этот показатель достиг 33,9 млрд рублей. В 2018-м технополис стал участником федерального проекта акселерация субъектов малого и среднего предпринимательства. Объекты парка строятся и вводятся поэтапно. Так, в 2020-м на территории «Химграда» завершилось строительство четырёх корпусов общей площадью 15,4 тысячи м² и стоимостью 500 млн рублей. Планируется, что к 2024 году в «Химграде» разместят не мене 370 компаний. |
| ОЭЗ «Алабуга» (парки «Синергия», «Синергия-» и А Плюс Парк Алабуга") | Елабужский район     | 2006          | 57                                | Крупнейший в России индустриальный парк и особая экономическая зона (ОЭЗ) «Алабуга» включает в себя более 30 предприятий химической промышленности, машиностроения и автомобилестроения. «Алабуга» была основана в 2006 году, площадь парка составляет более 40 км². В период с 2006 по 2016 год объём государственных инвестиций в инфраструктуру «Алабуги» составил 25,7 млрд рублей, а объём фактически вложенных частных инвестиций составляет 140,5 млрд руб. Выручка резидентов в 2019-м превысила 82 млрд рублей. На территории «Алабуги» расположены индустриальные парки «Синергия», «А Плюс Парк Алабуга», в июне 2020-го ввели в эксплуатацию парк «Синергия-2». |
| Индустриальный парк «Чистополь»                                      | Чистопольский район  | 2013          | 9                                 | Парк включает в себя 35 участков площадью от 1 га до 13 га. Общая площадь парка составляет 292 га. Строительство началось в 2010-м году, с того момента на строительство и развитие площадки было выделено более 642 млн бюджетных средств. Ожидаемый объём инвестиций в парк составляет 7,4 млрд рублей. |